# Tápiószele
Tápiószele là một thành phố thuộc hạt Pest, Hungary. Thành phố này có diện tích 36,99 km², dân số năm 2010 là 6167 người, mật độ 167 người/km².